# Język hehe
Język hehe – język z rodziny bantu, używany w Tanzanii przez lud Hehe. W 1971 roku liczba mówiących wynosiła ok. 192 tys., a w 1994 roku ok. 750 tys.